# Inscutomonomma benzoni
Inscutomonomma benzoni es una especie de coleóptero de la familia Monommatidae.

## Distribución geográfica
Habita en Kenia.